# カロリーネ・リツィウス

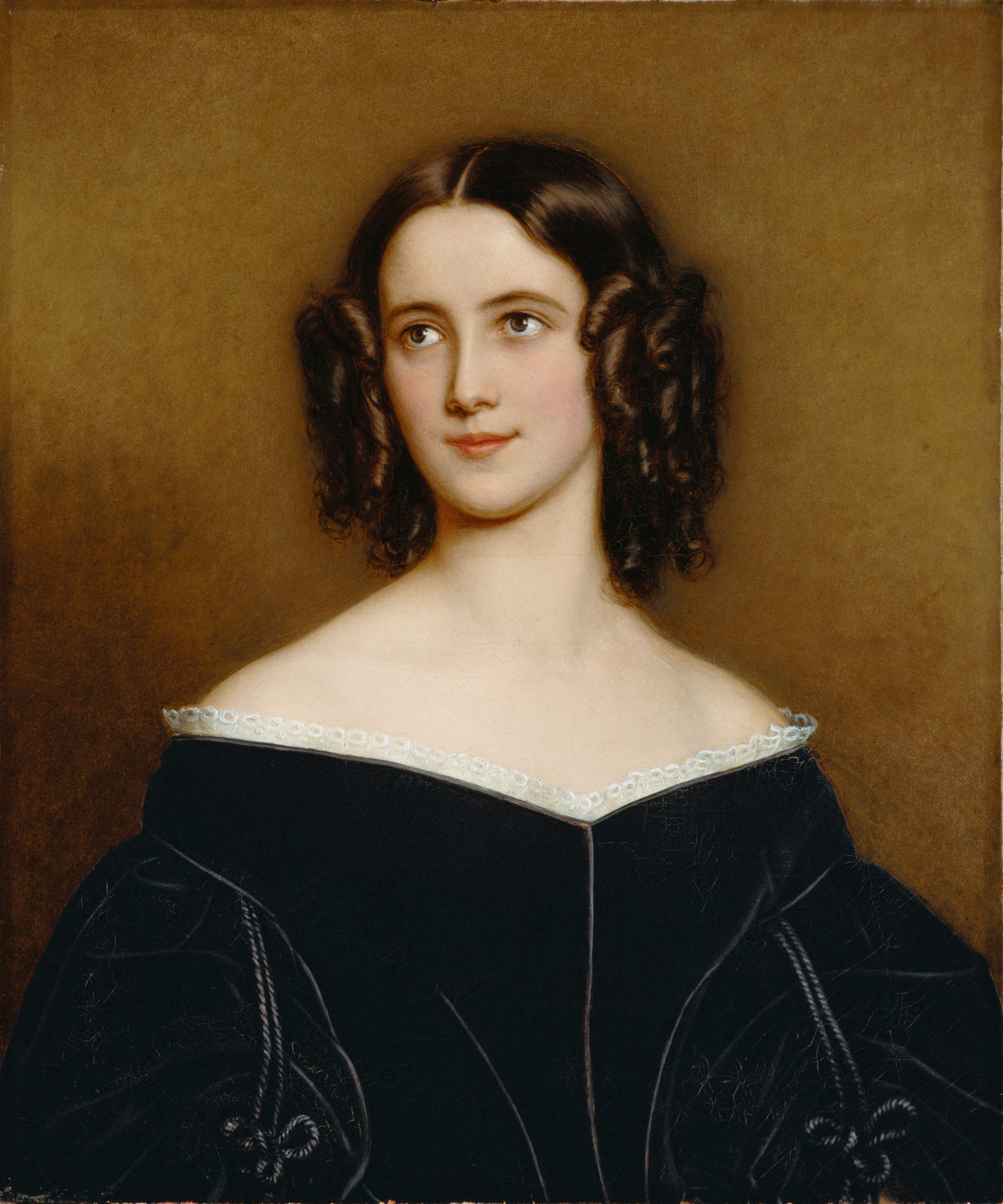
シュティーラーによるカロリーネ・リツィウスの肖像、1842年

カロリーネ・リツィウス（Caroline Lizius, 1824年3月24日 アシャッフェンブルク - 1908年12月11日 ケルン）は、ドイツのソプラノ歌手。1844年から1848年までバイエルン王国ミュンヘン宮廷楽団に所属し、同国の王ルートヴィヒ1世は宮廷画家ヨーゼフ・カール・シュティーラーに描かせた彼女の肖像画を自身のコレクション美人画ギャラリーに収めた。
クリストフ・フランツ・リツィウス（1789年 - 1863年）とその妻カタリーナ・ゾーディ（1790年 - 1868年）の間の娘。父親はミュンヘン宮廷楽団所属の音楽家で、1820年頃から1840年頃までミュンヘン宮廷附属リセ（中等教育学校）の音楽科教師（声楽とヴァイオリン担当）をしていた。祖父カスパー・ヨーゼフ・リツィウスも教会音楽家であった。12歳年上の長兄ベルンハルト・リツィウスは学生革命家で、1833年のフランクフルト衛兵所襲撃の首謀者の1人となり国外に追放された。
16歳頃に初めてルートヴィヒ王と出会って気に入られ、ミュンヘンに呼び寄せられて王の経済的援助で生活するようになる。父も兄もまた王の恩顧で宮廷で仕事を与えられた。ルートヴィヒ王は1841年にはカロリーネの肖像画制作をシュティーラーに命じ、まだあどけなさの残る彼女の1枚目の肖像画は1842年に完成してギャラリーに収められたが、翌1843年に王は早くもカロリーネが「さらに美しさを増したが故に」彼女の2枚目の肖像画制作に取り掛かるようシュティーラーに指示している。2枚の肖像画において、カロリーネはいずれも黒のベルベット地のドレスを着た姿で描かれた。王は遺言書にカロリーネの名前を書き加え、2万4000グルデンを遺贈するとし、もし結婚するのなら持参金として生前贈与するという条件もつけた。1849年にバイエルン外務省の公使館参事官（上級官僚）であったカール・アウグスト・フォン・シュトベウスの妻となったが、彼女が産んだ一人息子の実父はルートヴィヒ王だと広く信じられていた。
カロリーネは1846年にルートヴィヒ王の妾となった英国人ダンサーのローラ・モンテスとはそりが合わず、モンテスは嫉妬心から、ルートヴィヒ王がカロリーネに会うときは必ず自分を同席させるよう王に約束させたと言われる。

## 引用・脚注
1. ↑  Arbeitsgemeinschaft für mittelrheinische Musikgeschichte
http://www.mmm2.mugemir.de › d...
Lizius (Familie), http://www.mmm2.mugemir.de/doku.php?id=lizius
2. ↑  S. K. Ludovic, "A King's Gallery of Beauty" Strand Magazine (January 1902): 16-23.
3. ↑  Ancestry
https://www.ancestry.co.uk › records
Caroline Lizius 1824-1908, https://www.ancestry.co.uk/genealogy/records/caroline-lizius-24-107425
4. ↑  Arbeitsgemeinschaft für mittelrheinische Musikgeschichte
http://www.mmm2.mugemir.de › d...
Lizius (Familie), http://www.mmm2.mugemir.de/doku.php?id=lizius
5. ↑  https://www.google.com/search?q=caroline+lizius&oq=caroline+lizius+&aqs=chrome..69i57j69i60l2.1900j0j7&client=ms-android-samsung-gj-rev1&sourceid=chrome-mobile&ie=UTF-8#ip=1&sbfbu=1&pi=caroline%20lizius, https://www.flickr.com/photos/1way/713081706
6. ↑  Museen in Bayern
https://museen-in-bayern.de › schoe...
Die 37 Schönheiten von Schloss Nymphenburg, https://museen-in-bayern.de/schoenheitengalerie-schloss-nymphenburg
7. ↑  “Caroline Lizius (1825–1904?)” (2006年10月). 2025年4月9日閲覧。
8. ↑  Museen in Bayern
https://museen-in-bayern.de › schoe...
Die 37 Schönheiten von Schloss Nymphenburg, https://museen-in-bayern.de/schoenheitengalerie-schloss-nymphenburg